# 眼晶体酸
眼晶体酸或视晶酸（英語：Ophthalmic acid，ophthalmate，缩写OPH）是一种三肽，从化学结构上可称为L-γ-谷氨酰-L-α-氨基丁酰基甘氨酸。其为谷胱甘肽的类似物，与谷胱甘肽的区别在于将结构中半胱氨酸替换成了L-2-氨基丁酸。L-2-氨基丁酸是一种非蛋白质氨基酸，其没有半胱氨酸所具备的亲核性巯基，同时巯基也是谷胱甘肽各种重要功能的来源基团，因此眼晶体酸曾一度被错误地视为生物合成谷胱甘肽过程中产生的错误副产物。
2024年，Schomakers等人根据已有研究，提出了眼晶体酸是谷胱甘肽的一种调节因子的假设。其认为眼晶体酸作为谷胱甘肽调节三肽，影响细胞和细胞器谷胱甘肽的流入和流出，并调节与谷胱甘肽有关的反应和信号传导。

## 生物合成
眼晶体酸由2-氨基丁酸作为原料合成，其涉及的酶和生产谷胱甘肽的酶一样，都是谷氨酸-半胱氨酸连接酶和谷胱甘肽合成酶。影响眼晶体酸生物合成的主要因素是半胱氨酸和2-氨基丁酸的局部相对浓度，以及它们的γ-谷氨酰中间产物。

## 发现与分布
眼晶体酸最早于1956年在牛犊的晶状体中发现。此后发现其是一种在普遍存在的代谢物。各种生物体中都发现了眼晶体酸，包括：
- 各种细菌[4][5]
- 各种真菌[6]
- 各类无情缘关系的植物[7][8][9]
- 各种线虫[10]，如秀丽隐杆线虫
- 各种昆虫[11]
- 各种有脊椎动物：鱼类[12]；鸟类[13]；啮齿动物[14][15][16][17] 、兔子[16]以及人类[9][18][19][20][21][22][23][24][25][26][27][28]等哺乳动物[29][30][16][31]。

在高度动物体内各种器官组织中也广泛分布：包括大脑 、眼 、肝、肾脏、心脏、生殖腺、卵巢 、肌肉、脂肪组织、血液、血浆、红细胞以及粪便。
在植物中，其存在于种子、叶片、果肉、豆荚等部位。

## 氧化应激标志争论
在2006年一项在小鼠施加过量对乙酰氨基酚的代谢学研究中，眼晶体酸经常别视为一种氧化应激标志物，将其浓度改变行为与受到氧化应激联系起来。然而不同学者对其持有不同意见：
即使观测到了两者之间的相对变化，但不意味着眼晶体酸增加与谷胱甘肽减少之间没有相关性。相对于健康标准值，两者可同增同减，或者眼晶体酸单独增加。一项眼晶体酸与谷胱甘肽的昼夜节律追踪实验显示：眼晶体酸浓度有昼夜节律然而谷胱甘肽没有。在同一时间，同一动物的不同组织之间眼晶体酸水平变化趋势的也有很大差异。这些研究结果均表明眼晶体酸与谷胱甘肽之间没有相关性。
而且也有研究发现眼晶体酸在正常的组织中含量也很高，比如眼睛中，意味着其不仅仅存在于受到应激和疾病的组织中。
后续也有研究推翻了2006年的小鼠实验，证实其研究方法不可靠。